# Переволока (Тернопольская область)
Переволока (укр. Переволока) — село в Бучачской городской общине Чортковского района Тернопольской области Украини.
До 2020 года входило в Бучачский район.
Код КОАТУУ — 6121284601. Население по переписи 2001 года составляло 2368 человек.

## Географическое положение
Село Переволока находится на правом берегу реки Стрыпа, выше по течению на расстоянии в 2 км расположено село Старые Петликовцы, ниже по течению на расстоянии в 0,5 км расположено село Зарывинцы. Через село проходит автомобильная дорога Т-2006.

## История
- 1467 год — дата основания.

## Объекты социальной сферы
- Школа.
- Дом культуры.